# Rödgen (Zschepplin)
Rödgen ist ein Ortsteil der Gemeinde Zschepplin im Landkreis Nordsachsen in Sachsen. Aufgrund der Nähe zur Stadt Eilenburg, und um Verwechslungen zu Rödgen bei Delitzsch zu vermeiden, wird der Ort meist Rödgen bei Eilenburg genannt.

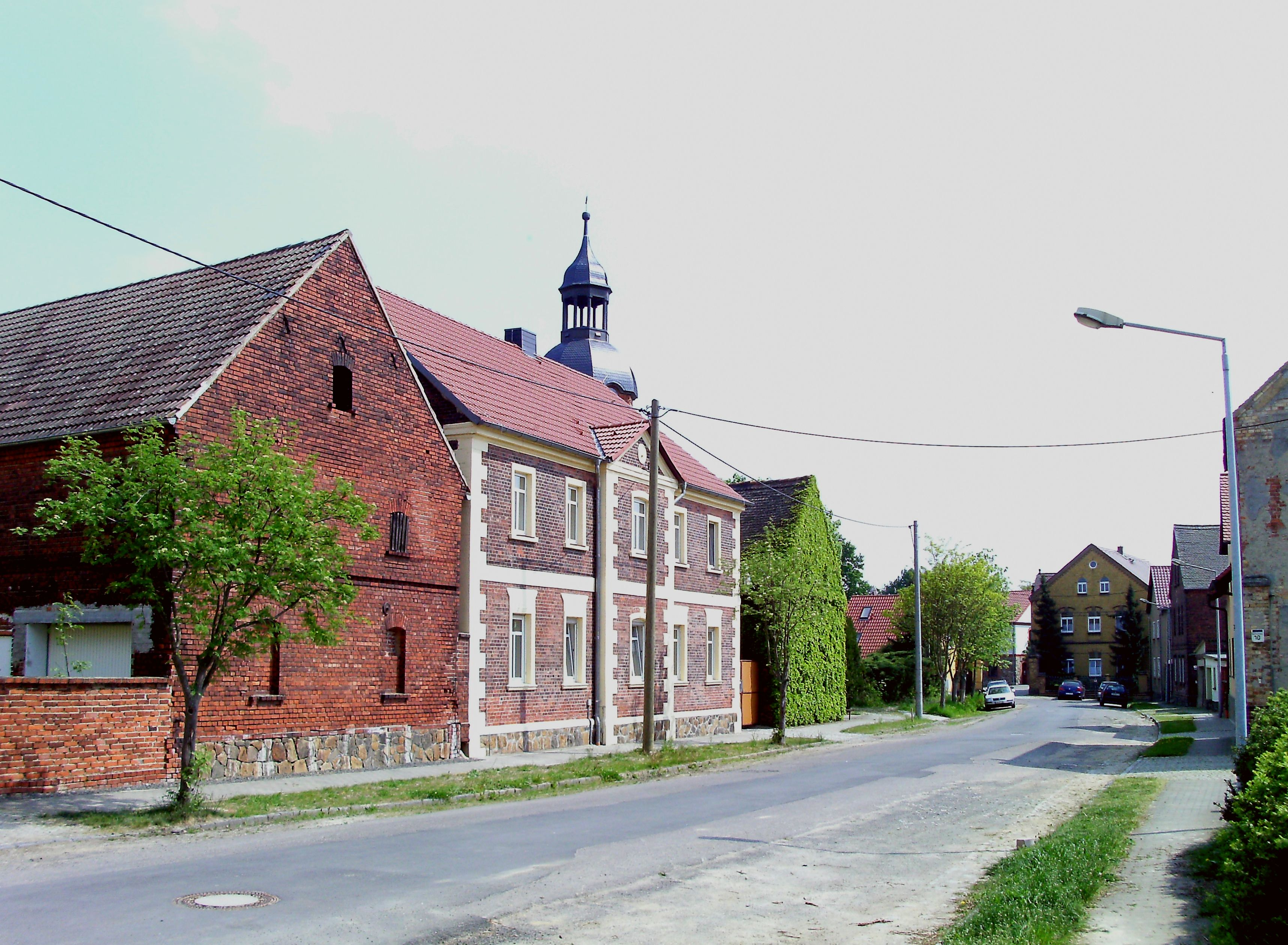
Straße „Im Dorf“

## Geografie
Rödgen liegt etwa drei Kilometer nordwestlich von Eilenburg. Der Ort liegt an keiner klassifizierten Straße, jedoch gibt es neben der Ortsverbindung nach Eilenburg noch weitere nach Steubeln, Zschepplin, Naundorf und Pressen. Westlich von Rödgen befindet sich Kämmereiforst mit einem Waldgebiet und einem Bahnhof an der Bahnstrecke Halle–Eilenburg.

## Geschichte
Rödgen ist von der Siedlungsform her ein Straßendorf. Es gehörte bis 1815 zum kursächsischen bzw. königlich-sächsischen Amt Eilenburg. Durch die Beschlüsse des Wiener Kongresses kam der Ort zu Preußen. Er wurde 1816 dem Kreis Delitzsch im Regierungsbezirk Merseburg der Provinz Sachsen zugeteilt, zu dem er bis 1952 gehörte. Am 20. Juli 1950 wurde der Ort Steubeln nördlich von Rödgen eingemeindet. Im Zuge der zweiten Kreisreform in der DDR im Jahr 1952 wurde Rödgen dem Kreis Eilenburg im Bezirk Leipzig angeschlossen, welcher 1994 im Landkreis Delitzsch aufging. 1972 wurde Rödgen nach Naundorf eingemeindet. Seit 1999 ist Rödgen ein Ortsteil der Gemeinde Zschepplin.

### Einwohnerentwicklung
| Jahr | Einwohner |
| ---- | --------- |
| 1818 | 153       |
| 1895 | 218       |
| 1925 | 233       |
| 1939 | 189       |

| Jahr | Einwohner |
| ---- | --------- |
| 1946 | 303       |
| 1950 | 353       |
| 1964 | 302       |

Die Einwohnerzahl Rödgens lag 1818 bei 153. Bis zum Ausbruch des Zweiten Weltkrieges stieg die Einwohnerzahl leicht auf knapp 200, schwankte zuvor um maximal 100. Nach Ende des Krieges stieg die Einwohnerzahl um mehr als 100 Einwohner. Im Jahre 1950 wurde der bisherige Höchststand von 353 Einwohnern gezählt. Zur Zeit der DDR schrumpfte die Einwohnerzahl wieder. 1964 lebten knapp über 300 Menschen in Rödgen.

## Sehenswürdigkeiten

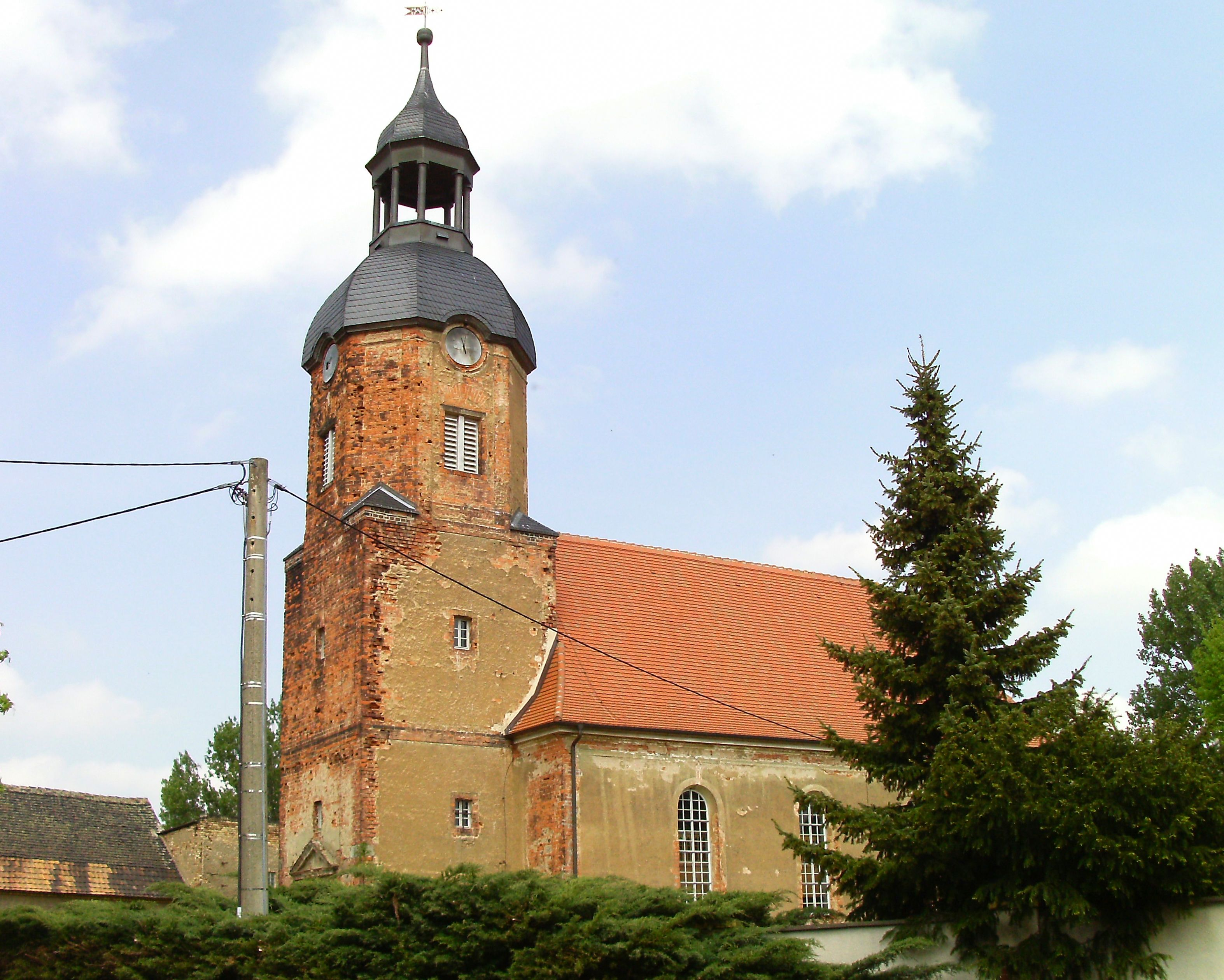
Dorfkirche Rödgen

Die spätbarocke Kirche in Rödgen stammt aus dem Jahre 1784. Ein Vorgängerbau fiel einem Dorfbrand zum Opfer. Die Rödgener Kirche besteht aus einem rechteckigen Saal mit einer Altarwand und seitlichen Emporen. Die Bestuhlung stammt noch aus der Zeit der Erbauung. Der Kirchturm ist mit einem Kuppeldach versehen, welches 1830, 1877, 1901 und 1992 saniert werden musste.